# Velocidades V

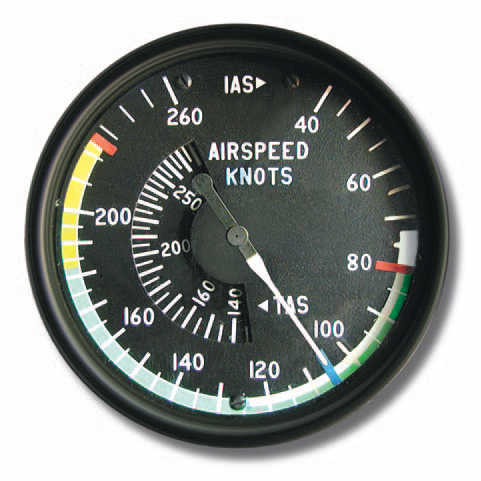
Un indicador de velocidad aerodinámica.

Las velocidades características o velocidades V son velocidades que definen algunos comportamientos y limitaciones de una aeronave. Son establecidas por el fabricante durante el diseño y prueba, y son específicas para cada modelo de aeronave. Usualmente las velocidades características son relativas al aire en el que la aeronave se desplaza y son por lo tanto velocidad del viento (airspeed). En muchos casos, son definidas en referencia a la Atmósfera Estándar Internacional u otras condiciones específicas, y/o al peso de la aeronave a carga completa, y el piloto es responsable de calcular el valor efectivo basado en el peso y densidad del aire actual en las que opera la aeronave. En otros casos la velocidad indicada (IAS), el valor no corregido para las diferencias de presión atmosférica (altitud y temperatura), es útil directamente para el piloto. En aviación general, las velocidades más usadas y las más críticas, están representadas mediante arcos y líneas de color en el propio anemómetro.
Las velocidades características son expresadas en nudos (kn) o, para aeronaves antiguas, en millas por hora. Para aeronaves más veloces, algunas velocidades son definidas también por su número Mach.

## Códigos
Normalmente, las velocidades están definidas por las autoridades aeronáuticas correspondientes.
V1
Velocidad de decisión. Es la velocidad máxima a la cual el piloto todavía puede detener la aeronave y abortar el despegue sin dejar la pista. Es también la velocidad mínima que permite al piloto continuar de manera segura hacia  V2  aunque ocurriera un fallo crítico de motor (entre V1 y V2).
Vat
Velocidad sobre el umbral de pista, es igual a la velocidad de pérdida por 1.3 de la misma.
V2
Velocidad segura de despegue; es un 20 % mayor que V1. Para una velocidad V1 de 84 nudos, la V2 sería de 100, nudos. Es la velocidad que debe alcanzarse, con un motor inoperativo, para poder iniciar el ascenso inicial con seguridad incluso con un motor inoperativo y con margen suficiente para franquear los posibles obstáculos que hubiera. Debe alcanzarse cuando la aeronave está a 35 pies (unos 12 metros) por encima de la pista (este parámetro es típico, pero varía según la categoría del avión).
V3
Velocidad de retracción de flaps.
VA
Velocidad de maniobra (velocidad de entrada en pérdida a la fuerza G máxima legal, y por lo tanto a la velocidad máxima a la que cambios abruptos de la actitud de la aeronave por el piloto no causarán que esta exceda sus límites de soporte de fuerzas G). La velocidad de maniobra está limitada por las características estructurales de la aeronave. También se refiere a la máxima velocidad para la aplicación total del timón y los alerones.
VAp
Velocidad de aproximación.
VC
Velocidad de ascenso efectivo. Es la indicada por el fabricante de la aeronave.
VCx
Velocidad de crucero.
VD
Velocidad de diseño en turbulencias
VEF
Velocidad a la que se asume el fallo del motor crítico durante despegue. Usada para calcular la V1
VF
Velocidad con flaps. Velocidad máxima a la que puede operar la aeronave con los flaps extendidos en una posición prescrita.
VFE
Velocidad máxima con flaps totalmente extendidos (puede especificarse una diferente velocidad para flaps parcialmente extendidos).
VFTO
Velocidad al finalizar el ascenso en configuración de ruta, con un motor inoperativo.
VH
Velocidad de Holding.
VLE
Velocidad máxima con el tren de aterrizaje extendido o abajo. La VLE siempre es más alta que la VLO.
VLO
Velocidad máxima con el tren de aterrizaje en operación, es decir, mientras se sube o baja el tren de aterrizaje. La VLO siempre es más baja que la VLE.
VLoF
Velocidad cuando el avión se suspende en el aire al levantarse del tren principal y se dice que el avión ya está volando con un ángulo de ascenso positivo y ha despegado antes de la TORA (Take-off Run Available - Carrera disponible para el despegue).
VMC
Velocidad mínima de control con el motor crítico inoperativo.

Vmca
Velocidad de mínimo control en el aire. La mínima velocidad a la que la dirección del avión es controlable.
Vmcg
Velocidad mínima de control en Tierra. Cuando durante la carrera de despegue falla un motor, se produce un desequilibrio en el empuje de los motores que tenderá a sacar al avión de la pista. Tras la VMCG el timón de dirección es capaz de compensar el desequilibrio permitiendo la continuación del despegue.
VMBE
Velocidad máxima de energía de frenado, teniendo en cuenta el ASDA (accelerate stop distance available - Distancia disponible de aceleración parada).
VMo
Velocidad máxima operativa.
VMu
Velocidad mínima donde el avión levanta la rueda de nariz.
VNE
Velocidad a no exceder. Es la velocidad máxima que soporta la aeronave antes de incurrir en la posibilidad de daños estructurales, comúnmente por la deformación o falla total de las alas o la cola. La VNE está indicada con color rojo en la mayoría de indicadores de la velocidad aérea (ASI por sus siglas en inglés). Esta velocidad es específica para cada aeronave y representa un punto crítico en su desempeño.
VNO
Velocidad de operación normal. Es la velocidad de crucero estructural máxima (la velocidad máxima que se utilizará en condiciones turbulentas). VNO se especifica como el límite superior del arco verde en muchos indicadores de la velocidad aérea. Esta velocidad es específica al modelo de la aeronave. El rango después de la VNO está marcado en el indicador de la velocidad aérea como un arco amarillo desde la VNO a la VNE.
VR
Velocidad de Rotación. Es la velocidad tras la cual el avión comienza a levantar el morro y así aumentar el ángulo de ataque.
VRef
Velocidad de referencia para el aterrizaje.
VS
Velocidad de pérdida (stall) o velocidad mínima de vuelo estable para la cual la aeronave es aún controlable en configuración limpia.
VS0
Velocidad de pérdida o velocidad mínima de vuelo en configuración de aterrizaje.
VS1
Velocidad de pérdida o velocidad mínima de vuelo estable para la cual la aeronave es aún controlable en una configuración específica. Por lo general esta pérdida es causada por la sobrerrotación de la aeronave o por configuración sucia en el despegue.
VSi
Velocidad inicial de pérdida.
V SLG
Velocidad de pérdida con tren de aterrizaje extendido
VSo
Velocidad de pérdida en configuración de aproximación; por lo general la pérdida es producida por flaps mayores a un ángulo mayor a 15 grados, ruedas y/o spoiler abajo que disminuyen la velocidad a tasas elevadas y por ende la sustentación.
VSR
Velocidad de pérdida de referencia.
VT
Velocidad de turbulencia. Es dada por el fabricante, donde la aeronave soporta la turbulencia.
VTx
Velocidad de movimiento en tierra.
VX
Velocidad en la que se logra el mejor ángulo de ascenso.
VY
Velocidad en la que se logra la mejor tasa de ascenso.
Vyse
Velocidad de mejor régimen de ascenso, con motor crítico inoperativo en bimotores.